# Bisaltes bilineellus
Bisaltes bilineellus es una especie de escarabajo longicornio del género Bisaltes, subfamilia Lamiinae. Fue descrita científicamente por Breuning en 1939.
Se distribuye por Bolivia y Brasil. Posee una longitud corporal de 8,5 milímetros.